# Fåfängskär (Vårdö, Åland)
Fåfängskär är en halvö i Åland (Finland). Den ligger i den östra delen av landskapet, 40 km nordost om huvudstaden Mariehamn.